# Riu Ai (Rússia)
L'Ai - Ай (rus) - és un riu de Rússia, passa per Baixkíria i per l'óblast de Txeliàbinsk. És un afluent per l'esquerra de l'Ufà.

## Etimologia
El nom «Aï» podria provenir del mot baixkir ай (ay), que significa 'lluna'.

## Geografia
La vila principal que hi ha a la vora del riu Ai és Zlatoust. Els seus afluents principals són, per la dreta: el Kussa, el Bolxaia Arxa, el Kigui, el Bolxoi Ik i l'Ik; i per l'esquerra el Bolxaia Satka, el Lemazi i el Melekes.
El riu és navegable, tret de quan es glaça, que és de novembre a abril.